# ナンチャンあってのウリナリ!!
ナンチャンあってのウリナリ!!とは、2000年5月19日に日本テレビで放送されたバラエティ番組で、ウッチャンナンチャンのウリナリ!!が一夜限り南原清隆に番組が乗っ取られた状態になった番組である、しかしそれも一週限りでお蔵入りとなり、翌週からはまた元のウリナリに戻った。

## 経緯
- 元は、2000年5月12日の放送で、内村光良と南原清隆がチーム別に分かれガソリン双六対決を行い、負けた方が番組を降板するという戦いとなり、結局南原チームが勝利し内村チームが敗北したため、一夜限り内村が番組を降板する事になり翌週の放送は南原のウリナリとなり南原中心の企画が展開されるようになり、当日の新聞のテレビ欄にも「ナンチャンあってのウリナリ!!」と表記され、CM前のキャッチでは「ナンチャンあってのウリナリ!!」のコールとともに南原の名場面が紹介された。しかしそれは一回限りで、また翌週からは元のタイトル名に戻っている。